# Corynis krueperi
Corynis krueperi is een vliesvleugelig insect uit de familie van de knotssprietbladwespen (Cimbicidae). De wetenschappelijke naam van de soort is voor het eerst geldig gepubliceerd in 1876 door J. P. E. F. Stein.